# Milica Gardašević
Milica Gardašević (Novi Sad, 28 agosto 1998) è una lunghista serba, ha vinto la medaglia d'oro nel salto in lungo ai Giochi del Mediterraneo.

## Biografia
Nel 2022 vince la medaglia d'oro nel salto in lungo ai Giochi del Mediterraneo ad Orano.

## Progressione

### Salto in lungo
| Stagione | Misura | Luogo             | Data      | Rank. Mond. |
| -------- | ------ | ----------------- | --------- | ----------- |
| 2023     | 6,91 m | Kraljevo          | 23-7-2023 |             |
| 2022     | 6,83 m | Székesfehérvár    | 8-8-2022  |             |
| 2021     | 6,61 m | Smederevo         | 27-6-2021 |             |
| 2020     | 6,60 m | Zagabria          | 15-9-2020 |             |
| 2019     | 6,52 m | Tampere           | 3-7-2019  |             |
| 2018     | 6,64 m | Berane            | 14-7-2018 |             |
| 2017     | 6,56 m | Pitesti           | 2-7-2017  |             |
| 2016     | 6,13 m | Novo Mesto        | 1-7-2016  |             |
| 2015     | 6,23 m | Sremska Mitrovica | 14-6-2015 |             |
| 2014     |        |                   |           |             |
| 2013     | 6,01 m | Edirne            | 3-8-2013  |             |
| 2012     | 5,47 m | Kragujevac        | 8-7-2012  |             |

### Salto in lungo indoor
| Stagione | Misura | Luogo              | Data      | Rank. Mond. |
| -------- | ------ | ------------------ | --------- | ----------- |
| 2023/24  | 6,69 m | Dortmund           | 20-1-2024 |             |
| 2022/23  | 6,69 m | Belgrado           | 15-2-2023 |             |
| 2021/22  | 6,69 m | Belgrado           | 7-3-2022  |             |
| 2020/21  | 6,42 m | Belgrado           | 24-1-2021 |             |
| 2019/20  | 6,40 m | Mondeville         | 1-2-2020  |             |
| 2018/19  | 6,52 m | Jablonec nad Nisou | 19-1-2019 |             |
| 2017/18  | 6,30 m | Istanbul           | 17-2-2018 |             |
| 2016/17  | 6,23 m | Belgrado           | 18-2-2017 |             |
| 2015/16  | 6,30 m | Novi Sad           | 13-2-2016 |             |
| 2014/15  | 5,82 m | Bonyhád            | 25-2-2015 |             |
| 2013/14  | 6,02 m | Novi Sad           | 15-2-2014 |             |

## Palmarès
| Anno | Manifestazione          | Sede      | Evento         | Risultato | Prestazione | Note                                     |
| ---- | ----------------------- | --------- | -------------- | --------- | ----------- | ---------------------------------------- |
| 2015 | Mondiali allievi        | Cali      | Salto in lungo | 6ª        | 6,20 m      |                                          |
| 2016 | Mondiali U20            | Bydgoszcz | Salto in lungo | 11ª       | 5,95 m      |                                          |
| 2017 | Europei U20             | Grosseto  | Salto in lungo | Oro       | 6,46 m      |                                          |
| 2018 | Europei                 | Berlino   | Salto in lungo | 21ª (q)   | 6,26 m      |                                          |
| 2019 | Europei indoor          | Glasgow   | Salto in lungo | 11ª (q)   | 6,41 m      |                                          |
| 2019 | Europei U23             | Gävle     | Salto in lungo | Bronzo    | 6,43 m      |                                          |
| 2022 | Mondiali indoor         | Belgrado  | Salto in lungo | nm (q)    | nm (q)      |                                          |
| 2022 | Giochi del Mediterraneo | Oran      | Salto in lungo | Oro       | 6,67 m      |                                          |
| 2022 | Mondiali                | Eugene    | Salto in lungo | nm (q)    | nm (q)      |                                          |
| 2022 | Europei                 | Monaco    | Salto in lungo | 7ª        | 6,52 m      | [ 2 ]                                    |
| 2023 | Europei                 | Istanbul  | Salto in lungo | 9ª (q)    | 6,51 m      | [ 3 ]                                    |
| 2023 | Giochi Europei          | Chorzów   | Salto in lungo | Oro       | 6,82 m      | [ 4 ]                                    |
| 2023 | Mondiali                | Budapest  | Salto in lungo | 18ª (q)   | 6,51 m      | [ 5 ]                                    |
| 2024 | Mondiali indoor         | Glasgow   | Salto in lungo | 6ª        | 6,74 m      | Miglior prestazione personale stagionale |
| 2024 | Europei                 | Roma      | Salto in lungo | 17ª (q)   | 6,55 m      |                                          |
| 2024 | Giochi olimpici         | Parigi    | Salto in lungo | 18ª (q)   | 6,48 m      |                                          |
| 2025 | Europei indoor          | Apeldoorn | Salto in lungo | 4ª        | 6,75 m      | Miglior prestazione personale stagionale |
| 2025 | Mondiali indoor         | Nanchino  | Salto in lungo | 13ª       | 6,33 m      |                                          |

## Campionati nazionali
- 5 volte campionessa nazionale serba del salto in lungo (2017, 2028, 2020, 2021, 2022)
- 4 volte campionessa nazionale serba indoor del salto in lungo (2016, 2017, 2018, 2023)

2015
- Argento ai campionati serbi indoor (Belgrado), salto in lungo - 5,68 m

2016
- Oro ai campionati serbi indoor (Belgrado), salto in lungo - 6,30 m

2017
- Oro ai campionati serbi indoor (Belgrado), salto in lungo - 6,05 m
- Oro ai campionati serbi (Kruševac), salto in lungo - 6,21 m

2018
- Oro ai campionati serbi indoor (Belgrado), salto in lungo - 6,14 m
- Oro ai campionati serbi (Kruševac), salto in lungo - 6,21 m

2019
- Argento ai campionati serbi (Kruševac), salto in lungo - 6,43 m

2020
- Oro ai campionati serbi (Novi Pazar), salto in lungo - 6,42 m

2021
- Argento ai campionati serbi indoor (Belgrado), salto in lungo - 6,34 m
- Oro ai campionati serbi (Kraljevo), salto in lungo - 6,22 m

2022
- Argento ai campionati serbi indoor (Belgrado), salto in lungo - 6,63 m
- Oro ai campionati serbi (Kruševac), salto in lungo - 6,67 m

2023
- Oro ai campionati serbi indoor (Belgrado), salto in lungo - 6,90 m

## Altre competizioni internazionali
2013
- 4ª al Festival olimpico della gioventù europea ( Utrecht), salto in lungo - 5,91 m
- eliminata nelle qualificazioni al Festival olimpico della gioventù europea ( Utrecht), salto in alto - 1,66 m

2015
- 7ª ai Campionati europei a squadre, ( Stara Zagora), salto in lungo - 5,78 m

2017
- 6ª ai campionati balcanici indoor ( Istanbul), salto in lungo - 6,13 m
- 7ª ai Campionati europei a squadre, ( Tel Aviv), salto in lungo - 6,19 m
- Argento ai campionati balcanici ( Novi Pazar), salto in lungo - 6,38 m

2018
- Bronzo ai campionati balcanici indoor ( Istanbul), salto in lungo - 6,30 m

2019
- Oro ai Campionati europei a squadre, ( Skopje), salto in lungo - 6,28 m

2020
- Argento ai campionati balcanici indoor ( Istanbul), salto in lungo - 6,38 m

2021
- Oro ai Campionati europei a squadre, ( Limassol), salto in lungo - 6,54 m
- Argento ai campionati balcanici ( Smederevo), salto in lungo - 6,61 m

2022
- Argento al ORLEN Copernicus Cup ( Toruń), salto in lungo - 6,66 m
- 4ª al Golden Gala Pietro Mennea ( Roma), salto in lungo - 6,71 m

2023
- Oro ai Campionati europei a squadre, ( Chorzów), salto in lungo - 6,82 m
- Oro ai campionati balcanici ( Kraljevo), salto in lungo - 6,91 m

2024
- Oro all'Astana Indoor Meeting ( Astana), salto in lungo - 6,45 m
- Bronzo allo Shanghai Diamond League ( Shanghai), salto in lungo - 6,52 m